# Doxbin (clearnet)
 (mai 2024).
Doxbin est un site de type pastebin principalement utilisé par les personnes publiant des données personnelles (souvent appelées doxing) de toute personne d'intérêt.

## Opérateurs
En 2019, Brian Krebs a rapporté que « l'individu qui semble maintenir le Doxbin... a déclaré qu'il était également responsable du maintien de SiegeCulture, un site Web suprémaciste blanc qui glorifie les écrits du néo-nazi James Mason ».
En juillet 2020, John William Kirby Kelley, impliqué dans un complot de swatting néo-nazi et un groupe associé à un réseau terroriste néonazi connu sous le nom d'Atomwaffen Division, ainsi que la chaîne Deadnet IRC et ses participants, ont été liés au groupe qui maintient Doxbin,,,. Selon les procureurs fédéraux, le groupe maintient Doxbin pour répertorier les cibles d'écrasement passées et potentielles.

## Légalité
Selon les conditions d'utilisation de Doxbin en vigueur en 2024, le site n'autorise pas les utilisateurs à publier « des liens tiers vers des images explicites de mineurs », « des informations personnelles spécifiquement sur les enfants de moins de 15 ans » ou « des menaces directes de préjudice physique », menaces terroristes et menaces/demandes d'intervention.
La politique de confidentialité mentionne que le site n'autorise pas le matériel obtenu illégalement, mais suggère qu'il ne tente pas de vérifier la légalité en déclarant en outre : « Quelqu'un peut-il prouver [que des informations ont été obtenues illégalement] ? ». Il indique également que « Doxbin n'a pas été conçu pour harceler, intimider ou causer des nuisances » et affirme qu'« il est impossible que du code PHP harcèle quelqu'un ».
La politique de confidentialité de Doxbin affirme également que l'article 230 du Communications Decency Act des États-Unis accorde l'immunité juridique aux opérateurs contre les menaces juridiques liées à tout ce qui est téléchargé sur le site.

## Doxbin et Lapsus$
« Arion Kurtaj » était l'un des dirigeants fondateurs d'un groupe de ransomwares nommé Lapsus$ qui disposait d'une liste de fuites de données notables, telles que celles de Nvidia, T-Mobile et Rockstar Games.
La querelle entre le propriétaire de Doxbin C1 et entre White durait depuis qu'il avait divulgué la base de données Doxbin.
C1 avait finalement doxé White le 8 janvier 2022 et publié ses informations personnelles sur Doxbin.
La maison de White a été perquisitionnée dans la matinée du 1er avril 2022 et plus tôt en décembre 2021, toutes deux liées à Lapsus$.
White a été accusé de :
- Trois chefs d'accusation d'accès non autorisé à un ordinateur dans l'intention de nuire à la fiabilité des données ;
- Un chef de fraude par fausse représentation ;
- Un chef d'accusation d'accès non autorisé à un ordinateur dans l'intention d'empêcher l'accès aux données ;
- Un chef d'accusation pour avoir amené un ordinateur à exécuter une fonction visant à sécuriser un accès non autorisé à un programme.